# Discografia de Thirty Seconds to Mars
A discografia de Thirty Seconds to Mars, uma banda de rock americana, atualmente composta por cinco álbuns de estúdio, três EP, quinze singles, quatorze videoclipes e dois discos de vídeo.

## Álbuns de estúdio
| Ano                                                     | Detalhes | Posições nas paradas | Posições nas paradas | Posições nas paradas | Posições nas paradas | Posições nas paradas | Posições nas paradas | Posições nas paradas | Posições nas paradas | Posições nas paradas | Posições nas paradas | Certificação (Vendas) |
| Ano                                                     | Detalhes | EUA                  | AUS                  | AUT                  | FIN                  | ALE                  | ITA                  | HOL                  | NZL                  | PRT                  | UK                   | Certificação (Vendas) |
| ------------------------------------------------------- | --- | -------------------- | -------------------- | -------------------- | -------------------- | -------------------- | -------------------- | -------------------- | -------------------- | -------------------- | -------------------- | --------------------- |
| 2002                                                    | 30 Seconds to Mars - Lançado: 27 de Agosto 2002 - Gravadora: Immortal, Virgin - Formatos: CD, download digital                              | 107                  | 89                   | —                    | —                    | —                    | —                    | —                    | —                    | —                    | —                    | - UK: Prata           |
| 2005                                                    | A Beautiful Lie - Lançado: 30 de Agosto 2005 - Gravadora: Immortal, Virgin - Formatps: CD, CD+DVD, LP, digital download                     | 36                   | 20                   | 10                   | 15                   | 30                   | 8                    | 31                   | 20                   | 23                   | 38                   | - RAS: Ouro           |
| 2009                                                    | This Is War - Lançado: 8 de Dezembro de 2009 - Gravadora: Virgin, EMI - Formatos: CD, CD+DVD, LP, digital download                          | 18                   | 18                   | 8                    | 19                   | 12                   | 19                   | 31                   | 9                    | 6                    | 15                   | - UK: Platina         |
| 2013                                                    | Love, Lust, Faith and Dreams - Lançado: 21 de Maio de 2013 - Gravadora: Virgin, EMI, Universal - Formatos: CD, CD+DVD, LP, digital download | 6                    | 4                    | 3                    | 14                   | 3                    | 3                    | 14                   | 11                   | 3                    | 5                    | - UK: Ouro            |
| 2018                                                    | America - Lançado: 6 de Abril de 2018 - Gravadora: Interscope, Universal - Formatos: CD, digital download                                   | 2                    | 10                   | 1                    | 13                   | 1                    | 2                    | 14                   | 36                   | 2                    | 4                    |                       |
| "—" denota álbuns que não entraram nas paradas do país. | |                      |                      |                      |                      |                      |                      |                      |                      |                      |                      |                       |

## EP
| Ano                                                     | Detalhes | Posições nas paradas | Posições nas paradas | Posições nas paradas | Certificação (Vendas) |
| Ano                                                     | Detalhes | EUA                  | AUT                  | PRT                  | Certificação (Vendas) |
| ------------------------------------------------------- | --- | -------------------- | -------------------- | -------------------- | --------------------- |
| 2007                                                    | AOL Sessions Undercover - Lançado: 13 de Março de 2007 - Gravadora: Virgin - Formatos: digital download            | —                    | —                    | —                    |                       |
| 2008                                                    | To the Edge of the Earth - Lançado: 25 de Março de 2008 - Gravadora: Virgin - Formatos: CD/DVD                     | —                    | —                    | —                    |                       |
| 2011                                                    | MTV Unplugged: 30 Seconds to Mars - Lançado: 19 de Agosto de 2011 - Gravadora: Virgin - Formatos: digital download | 76                   | 38                   | 9                    | - PRT: Ouro           |
| "—" denota álbuns que não entraram nas paradas do país. | |                      |                      |                      |                       |

## Singles
| Ano                                                                   | Single                             | Posições nas Paradas | Posições nas Paradas | Posições nas Paradas | Posições nas Paradas | Posições nas Paradas | Posições nas Paradas | Posições nas Paradas | Posições nas Paradas | Posições nas Paradas | Posições nas Paradas | Posições nas Paradas | Certificação (Vendas) | Álbum                        |
| Ano                                                                   | Single                             | EUA                  | EUA Alt              | EUA Main             | AUS                  | AUT                  | CAN                  | ALE                  | HOL                  | NZL                  | UK                   | POL                  | Certificação (Vendas) | Álbum                        |
| --------------------------------------------------------------------- | ---------------------------------- | -------------------- | -------------------- | -------------------- | -------------------- | -------------------- | -------------------- | -------------------- | -------------------- | -------------------- | -------------------- | -------------------- | --------------------- | ---------------------------- |
| 2002                                                                  | "Capricorn (A Brand New Name)"     | —                    | —                    | 31                   | —                    | —                    | —                    | —                    | —                    | —                    | —                    | —                    |                       | 30 Seconds to Mars           |
| 2003                                                                  | "Edge of the Earth"                | —                    | —                    | —                    | —                    | —                    | —                    | —                    | —                    | —                    | —                    | —                    |                       | 30 Seconds to Mars           |
| 2005                                                                  | "Attack"                           | —                    | 22                   | 38                   | —                    | —                    | 82                   | —                    | —                    | —                    | 148                  | —                    |                       | A Beautiful Lie              |
| 2006                                                                  | "The Kill"                         | 65                   | 3                    | 14                   | 20                   | 41                   | 1                    | 58                   | 51                   | 22                   | 28                   | —                    |                       | A Beautiful Lie              |
| 2006                                                                  | "From Yesterday"                   | 76                   | 1                    | 11                   | 33                   | 53                   | 2                    | 72                   | 8                    | 13                   | 37                   | —                    | - NZL: Ouro           | A Beautiful Lie              |
| 2007                                                                  | "A Beautiful Lie"                  | —                    | 37                   | —                    | —                    | —                    | 27                   | 92                   | 42                   | —                    | —                    | —                    |                       | A Beautiful Lie              |
| 2009                                                                  | "Kings and Queens"                 | 82                   | 1                    | 4                    | 67                   | 35                   | 70                   | 39                   | 21                   | 14                   | 28                   | —                    | - NZL: Ouro           | This Is War                  |
| 2010                                                                  | "This Is War"                      | 72                   | 1                    | 4                    | —                    | 73                   | 67                   | 79                   | 52                   | —                    | 51                   | —                    |                       | This Is War                  |
| 2010                                                                  | "Closer to the Edge"               | 99                   | 7                    | 21                   | 13                   | 20                   | —                    | 26                   | 44                   | 21                   | 44                   | —                    | - PRT: Ouro           | This Is War                  |
| 2010                                                                  | "Hurricane" (featuring Kanye West) | —                    | —                    | —                    | 67                   | —                    | —                    | 45                   | —                    | —                    | 193                  | 32                   |                       | This Is War                  |
| 2011                                                                  | "Night of the Hunter"              | —                    | 50                   | —                    | —                    | —                    | —                    | —                    | —                    | —                    | —                    | 65                   |                       | This Is War                  |
| 2013                                                                  | "Up in the Air"                    | 107                  | 4                    | 16                   | 68                   | 45                   | —                    | 54                   | 49                   | —                    | —                    | 45                   |                       | Love, Lust, Faith and Dreams |
| 2013                                                                  | "Do or Die"                        | —                    | 20                   | 38                   | —                    | 75                   | —                    | —                    | 42                   | —                    | —                    | —                    |                       | Love, Lust, Faith and Dreams |
| 2013                                                                  | "City of Angels"                   | —                    | 8                    | 31                   | 93                   | —                    | —                    | 92                   | —                    | —                    | —                    | 28                   |                       | Love, Lust, Faith and Dreams |
| 2017                                                                  | "Walk on Water"                    | 116                  | 2                    | 5                    | 99                   | 38                   | 11                   | 84                   | 50                   | —                    | 87                   | 16                   |                       | America                      |
| 2018                                                                  | "Dangerous Night"                  | —                    | 7                    | 8                    | —                    | 53                   | 40                   | 78                   | —                    | 50                   | —                    | —                    |                       | America                      |
| "—" denota que não chegou às paradas ou não foi lançado nessa região. |                                    |                      |                      |                      |                      |                      |                      |                      |                      |                      |                      |                      |                       |                              |

### Outros singles
| Ano  | Detalhes do Single | Lista de Faixas                                         |
| ---- | --- | ------------------------------------------------------- |
| 2006 | "Two Beautiful Lies" - Lançado: 2 de maio de 2006 - Gravadora: Virgin                                                      | "The Kill" (Radio Edit) e "Attack" ao vivo.             |
| 2006 | "The Kill (Bury Me)" [Ao vivo] - Lançado: 21 de Agosto, 2006 - Gravadora: Virgin                                           | "The Kill" acústico ao vivo no VH1.                     |
| 2006 | "The Story" / Was It a Dream?" (Ao vivo) "Live Session" (iTunes Exclusive) - Lançado: 7 Novembro, 2006 - Gravadora: Virgin | "The Story" e "Was It a Dream?" no iTunes Live Session. |

### Outras Canções
| Ano                                                                   | Canção                    | Posições nas Paradas | Posições nas Paradas | Posições nas Paradas | Posições nas Paradas | Álbum              |
| Ano                                                                   | Canção                    | POL                  | POL Rock             | PRT                  | UK Rock              | Álbum              |
| --------------------------------------------------------------------- | ------------------------- | -------------------- | -------------------- | -------------------- | -------------------- | ------------------ |
| 2008                                                                  | "Battle of One"           | —                    | —                    | 27                   | —                    | A Beautiful Lie    |
| 2008                                                                  | "Hunter"                  | 29                   | 1                    | 4                    | —                    | A Beautiful Lie    |
| 2009                                                                  | "Hurricane"               | 32                   | 1                    | —                    | 40                   | This Is War        |
| 2010                                                                  | "Alibi"                   | 49                   | 8                    | —                    | —                    | This Is War        |
| 2010                                                                  | "Night of the Hunter"     | 65                   | 14                   | —                    | —                    | This Is War        |
| 2010                                                                  | "Vox Populi"              | 59                   | 11                   | —                    | —                    | This Is War        |
| 2010                                                                  | "Buddha for Mary"         | 28                   | 1                    | —                    | —                    | 30 Seconds to Mars |
| 2010                                                                  | "Welcome to the Universe" | —                    | 4                    | —                    | —                    | 30 Seconds to Mars |
| "—" denota que não chegou às paradas ou não foi lançado nessa região. |                           |                      |                      |                      |                      |                    |